# 陰蒂包皮
陰蒂包皮（英語：clitoral hood）是女性生殖器官的一部份，是在包裹陰蒂頭的一層皮膚，也是小陰唇的一部份，和男性生殖器官中在龜頭外圍的包皮是同源組織。
陰蒂包皮的功用是保護陰蒂頭，其形狀及大小會因人而異，有些人的陰蒂包皮可以完整蓋住陰蒂頭，其中有些陰蒂包皮收縮時，陰蒂頭會露出，也有些人陰蒂包皮即使未收縮，也不會完整蓋住陰蒂頭